# 正延宏三
正延 宏三（まさのぶ こうぞう）は日本の男性アニメーターである。

## 経歴
1960年代虫プロダクションのアニメーターとして入社し手塚原作作品等の原画、動画を担当していたのだが、1970年代に虫プロダクションが倒産したため、フリーのアニメーターとなり、様々なアニメ作品の演出、絵コンテ、原画、作画監督等を手がけている。2000年代に入ると別名義で原画を手掛けるようになる。
現在はリバティアニメーションスタジオ専属のアニメーターとして活動している。

## 参加作品

### テレビアニメ
1963年
- 鉄腕アトム (アニメ第1作)（原画）

1965年
- 新宝島（原画）
- 戦え! オスパー（演出）
- ジャングル大帝（原画、演出）

1967年
- リボンの騎士（原画、演出）

1968年
- ファイトだ!!ピュー太（演出）

1971年
- ふしぎなメルモ（チーフディレクター、演出、作画監督）

1972年
- アニメドキュメント ミュンヘンへの道（原画）
- モンシェリCoCo（チーフディレクター）

1974年
- 宇宙戦艦ヤマト（原画）

1975年
- 鋼鉄ジーグ（原画）

1977年
- 合身戦隊メカンダーロボ（演出、作画監督）
- 無敵超人ザンボット3（原画）

1978年
- 宇宙戦艦ヤマト2（原画）
- 科学忍者隊ガッチャマンII（原画）
- 100万年地球の旅 バンダーブック（原画[1]）

1981年
- カバ園長の動物園日記（キャラクターデザイン・作画監督）
- ハニーハニーのすてきな冒険（キャラクターデザイン）

1982年
- あさりちゃん（演出）
- わが青春のアルカディア 無限軌道SSX（作画監督）

1983年
- 愛してナイト（演出）

2005年
- まじめにふまじめ かいけつゾロリ（原画）

### 劇場アニメ
1978年
- さらば宇宙戦艦ヤマト 愛の戦士たち（原画）

1980年
- ヤマトよ永遠に（原画）

1983年
- パーマン バードマンがやってきた!（レイアウト）